# Premi Unión de Actores al millor actor revelació
El Premi a la millor actor revelació lliurat per la Unión de Actores y Actrices reconeix la millor primera interpretació d'un actor nou, ja sigui en cinema, teatre o televisió. El premi es ve lliurant des de 1991, encara que fins a l'edició de 2002 no es feia distinció entre categoria masculina i femenina.

## Guanyadors
| Any  | Guanyadora        | Pel·lícula/Obra de teatre/Sèrie              |
| ---- | ----------------- | -------------------------------------------- |
| 2018 | Álex Villazán     | El curiosos incidente del perro a medianoche |
| 2017 | Eneko Sagardoy    | Handia                                       |
| 2016 | Font García       | Tarde para la ira                            |
| 2015 | Nacho Sánchez     | La piedra oscura                             |
| 2014 | Héctor Melgares   | Calígula                                     |
| 2013 | Hovik Keuchkerian | Alacrán enamorado                            |
| 2012 | Álex García       | Entre esquelas                               |
| 2011 | Jan Cornet        | La piel que habito                           |
| 2010 | Manuel Camacho    | Entrelobos                                   |
| 2009 | Alberto Ammann    | Celda 211                                    |
| 2008 | Roberto Álamo     | Urtain                                       |
| 2007 | Carlos Bardem     | La zona                                      |
| 2006 | Raúl Arévalo      | AzulOscuroCasiNegro                          |
| 2005 | Pablo Echarri     | El método                                    |
| 2004 | Tamar Novas       | Mar adentro                                  |
| 2003 | Asier Etxeandia   | Cabaret                                      |
| 2002 | Vicente Romero    | Padre coraje                                 |